# Chevrolet Beauville
Den Namen Chevrolet Beauville verwendete Chevrolet für zwei Fahrzeuge. Zunächst bezeichnete er von 1955 bis 1957 einen Kombi der Modellreihen Bel Air und Two-Ten. 
Von 1970 bis 1995 wurde ein Kleinbus dieses Namens auf Basis des Van gefertigt, der auch als GMC Vandura Rally angeboten wurde.

## Beauville Kombi (1955–1957)

### Chevrolet Beauville (1955)
1955 führte Chevrolet einen fünftürigen Beauville-Kombi in der Baureihe Bel Air ein. Seine Länge betrug 5006 mm, das Gewicht fahrfertig über 1,6 Tonnen. Die Standardmotorisierung war ein Sechszylinder-Reihenmotor in Verbindung mit einem handgeschalteten 3-Gang-Getriebe. Auf Wunsch gab es auch einen V8-Motor.
Von diesem Fahrzeug wurden 24.313 Stück hergestellt. Der Sechszylinder hatte einen Grundpreis von 2.262 US$, der V8 kostete 2.361 US$.

### Chevrolet Beauville (1956)

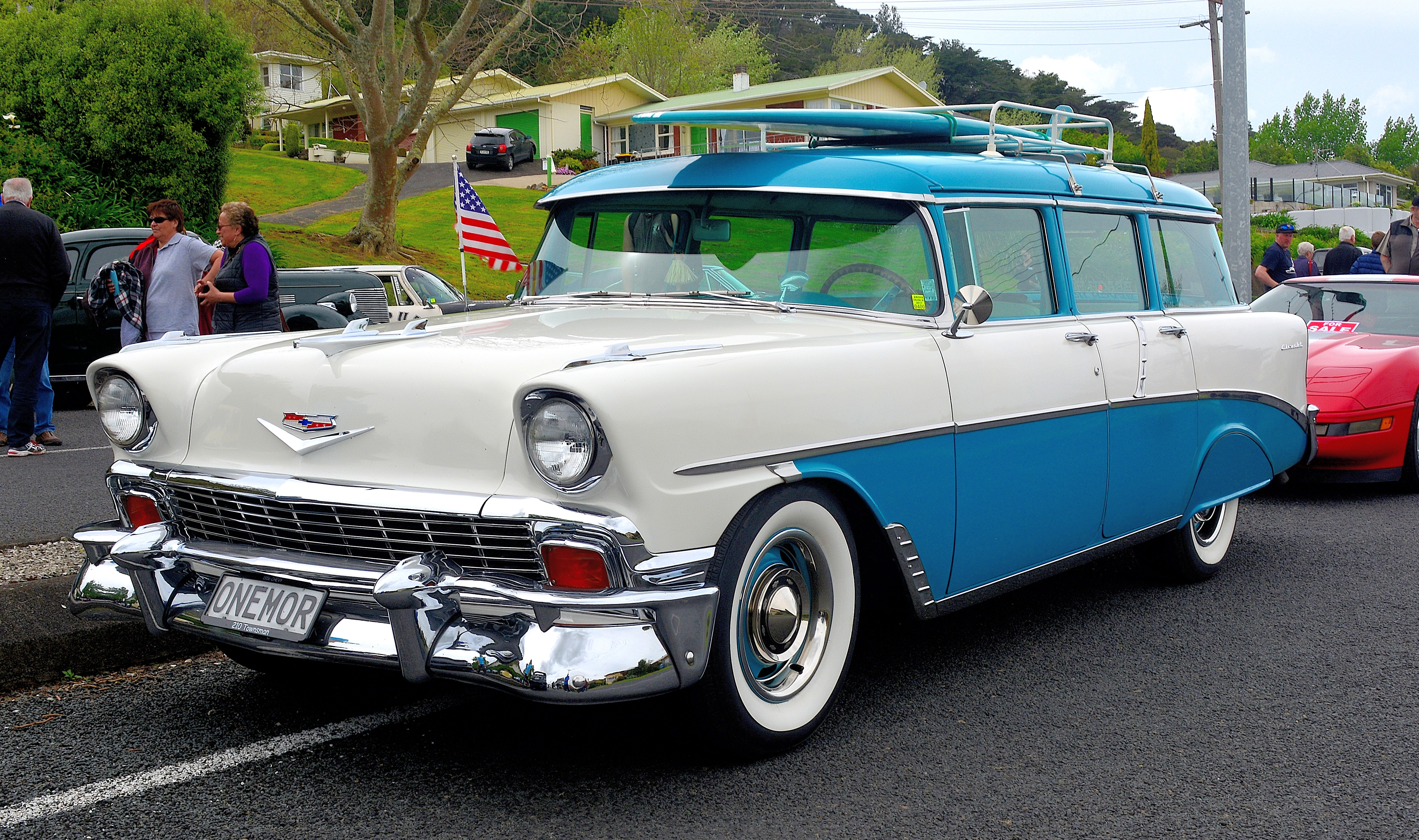
Chevrolet Beauville, 1956

1956 wurde der Beauville als Chevrolet Two-Ten und als Chevrolet Bel Air, jeweils mit neun Sitzplätzen, angeboten.
Die Preise des 210-Beauville lagen bei 2.348 US$ (R6) und 2.447 US$ (V8), die des Bel Air-Beauville bei 2.482 US$ (R6) und 2.581 US$ (V8). In diesem Jahr wurden 17.988 210-Beauvilles und 13.279 Bel Air-Beauvilles verkauft.
Chevrolet-Kombis hatten eine große Auswahl an Motoren zu bieten, die vom Sechszylinder mit 140 PS (103 kW) bis zum V8 mit 225 PS (165 kW) reichte.
1956 war ein Reihensechszylindermotor die Grundausstattung, mit 3.859 cm³ Hubraum, einem Graugussblock und einer Kompression von 8,0:1. Er hatte einen einzelnen Rochester-Vergaser und erreichte eine Spitzenleistung von 140 PS (103 kW) bei 4.200 min−1. Ebenfalls im Angebot war ein V8 mit 4.343 cm³ Hubraum, einem Doppelvergaser und einer Spitzenleistung von 162 PS (119 kW) bei 4.400 min−1.
1956 gab es noch zwei 4,3-Liter-V8-Motoren mit einer Kompression von 9,25:1, Doppel-Registervergasern und zwei Auspuffrohren. Der Turbo-Fire 225 hatte zwei Carter-Doppel-Registervergaser und leistete 225 PS (165 kW) bei 5.200 min−1, während der Turbo-Fire 205 mit einem einzelnen Doppel-Registervergaser ausgerüstet war und eine Leistung von 205 PS (151 kW) bei 4.600 min−1 entwickelte.

### Chevrolet Beauville (1957)
Den 1957er Beauville gab es nicht mehr als Bel Air, sondern nur noch als Two-Ten.
21.803 Exemplare des Neunsitzers wurden hergestellt und er kostete 2.563 US$ (R6), bzw. 2.663 US$ (V8).
1957 wurden im Beauville Two-Ten ein Reihensechszylinder-Motor mit 3.859 cm³ und 140 PS (103 kW), ein V8-Motor mit 4.343 cm³ und 162 PS (119 kW) und einige V8-Motoren mit 4.638 cm³ und maximal 283 PS (208 kW) (Super-Turbo-Fire 283) angeboten. Der Super-Turbo-Fire 283 hatte Benzineinspritzung und kostete 550 US$ Aufpreis.

## Beauville Sportvan (1968–1995)

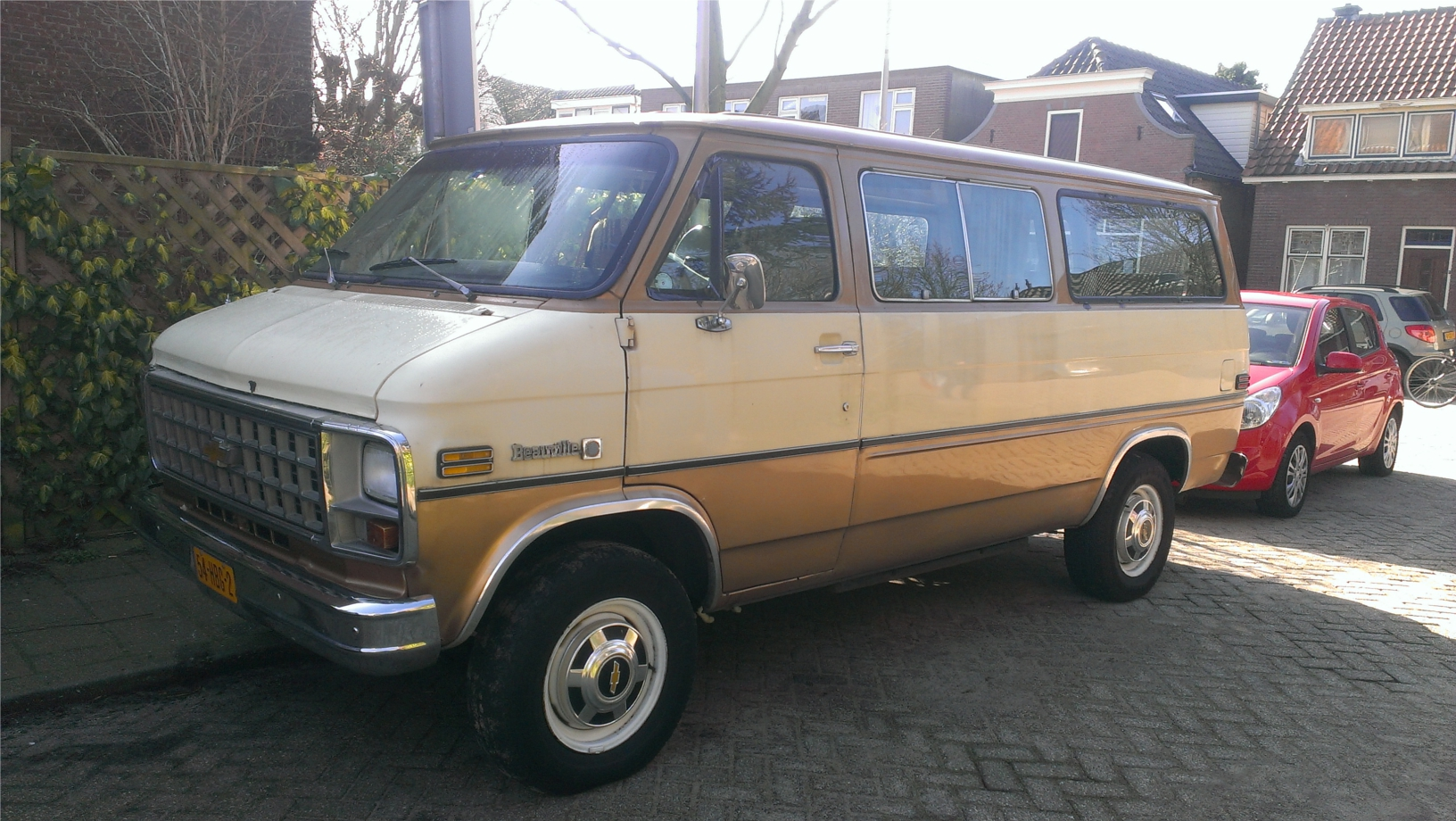
Chevrolet Sportvan Beauville (1981)

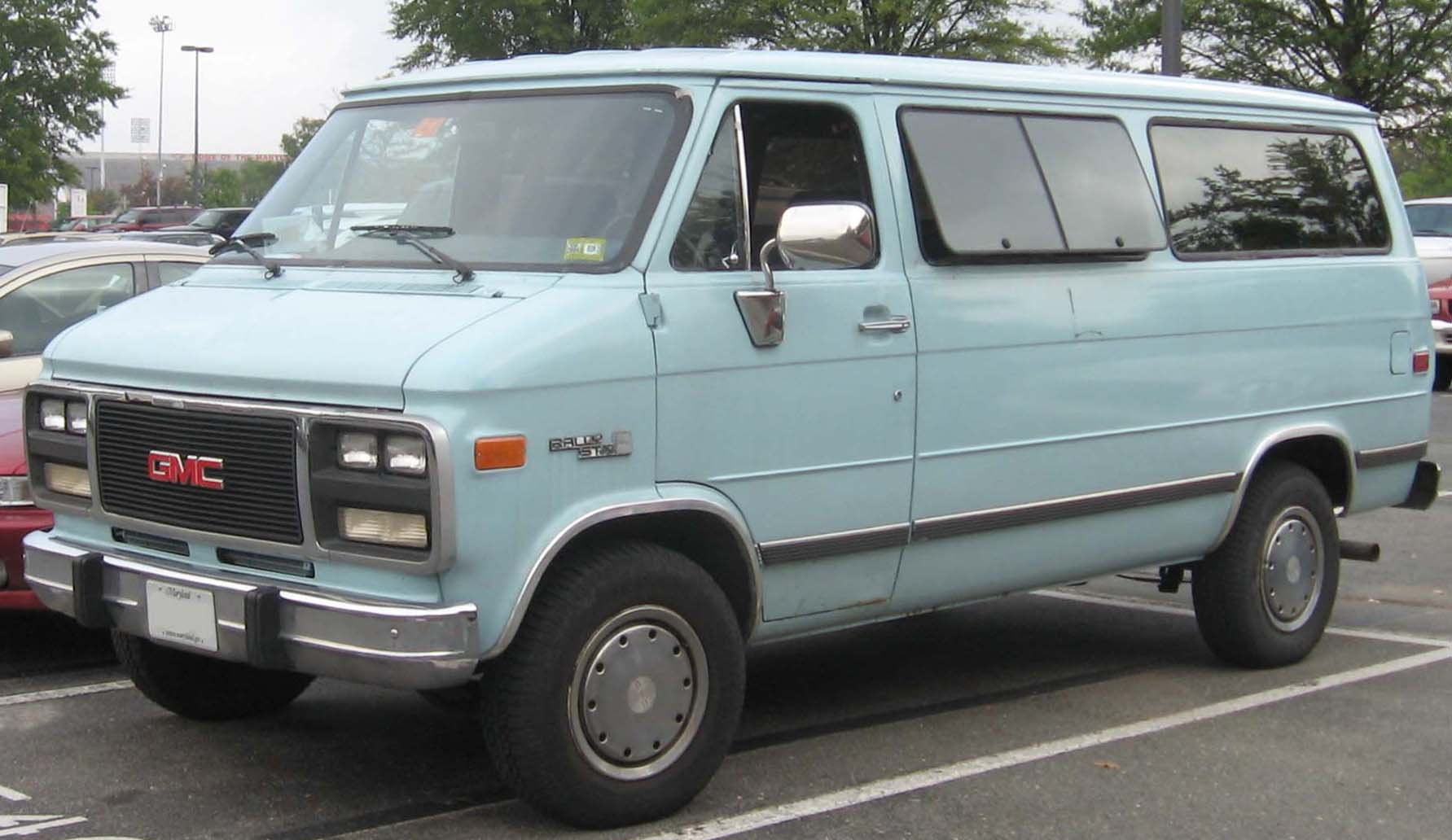
GMC Vandura Rally

Der Chevrolet Beauville Sportvan der G-Serie war ein großer Van, den Chevrolet von 1968 bis 1995 anbot. Seit der Änderung am Heck Ende der 1960er-Jahre gab es wenig Veränderungen bei G-Serie-Van, und die betrafen meistens die Innenausstattung.

### Motoren
| Motor           | Leistung        | bei Drehzahl | Drehmoment | bei Drehzahl |
| --------------- | --------------- | ------------ | ---------- | ------------ |
| 4,3-l-V6 Otto   | 165 PS (121 kW) | 4.000 min−1  | 319 Nm     | 2.400 min−1  |
| 5,7-l-V8 Otto   | 200 PS (147 kW) | 4.000 min−1  | 420 Nm     | 2.400 min−1  |
| 6,2-l-V8 Diesel | 143 PS (105 kW) | 3.600 min−1  | 348 Nm     | 2.000 min−1  |
| 6,5-l-V8 Diesel | bhp (kW)        | min−1        | Nm         | min−1        |
| 7,4-l-V8 Otto   | 230 PS (169 kW) | 4.000 min−1  | 522 Nm     | 2.400 min−1  |

Der 1995er Chevrolet G20 Beauville Sportvan wurde serienmäßig mit einem 4,3-Liter-V6-Motor ausgeliefert, der eine Verdichtung von 9:1, hängende Ventile und zwei Ventile pro Zylinder hatte. Obwohl der G20 ansonsten nur noch mit einem 5,7-Liter-V8-Motor ausgestattet werden konnte, gab es ihn als Van auch mit dem sonst nur noch beim G30 eingesetzten 7,4-Liter-V8-Motor. Die Kunden hatten die Wahl zwischen einem vierstufigen Automatikgetriebe und einem handgeschalteten 5-Gang-Getriebe. 1995 bot Chevrolet auch einige 6,5-Liter-V8-Diesel an.

### Zusätzliche Informationen

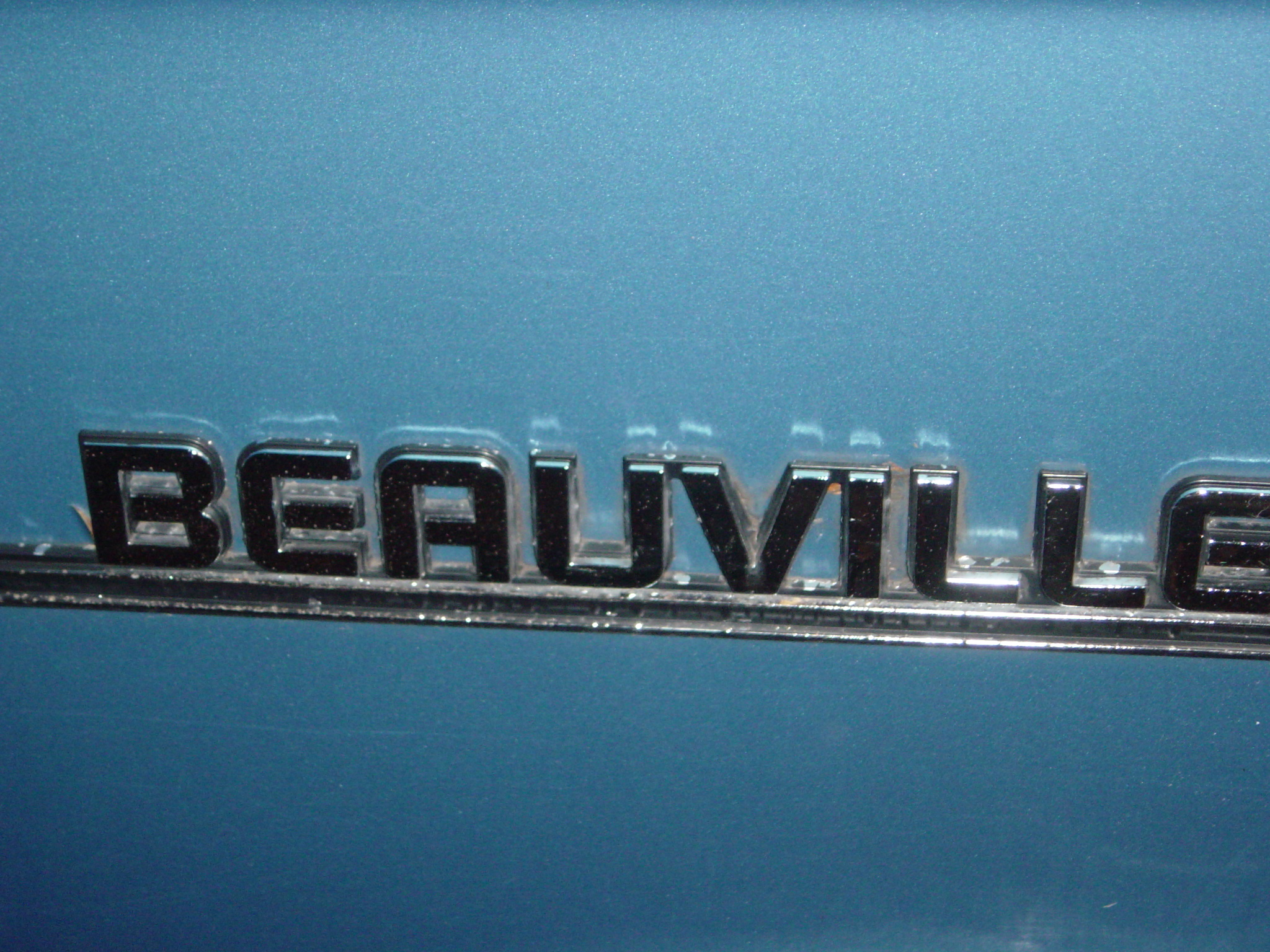
Schriftzug

Die NHTSA erwähnt auf ihrer Website, dass die Frontaufprallsicherheit für Fahrer und Beifahrer mit nur drei Sternen bewertet wurde. Das bedeutet, dass eine hohe Wahrscheinlichkeit für ernsthafte Verletzungen besteht.
Es gibt Uneinigkeit über die richtige Betonung des Wortes Beauville. Die Meisten meinen, dass dies „Boo-Will“ mit Betonung auf der zweiten Silbe heißt, doch wird das Wort im Amerikanischen auch mit Betonung auf der ersten Silbe gesprochen.
Die Fertigung der G-Serie – und damit auch des Beauville – wurde 1995 eingestellt. Nachfolger ist der Chevrolet Express.